# Coupe du monde de ski de fond 1985-1986
Navigation
Édition précédente Édition suivante
La 5e édition de la Coupe du monde de ski de fond s'est déroulée du 8 décembre 1985 au 14 mars 1986. Le Suédois Gunde Svan remporte le classement général chez les hommes pendant que la Finlandaise Marjo Matikainen remporte la Coupe du monde.

## Classements

### Classements généraux
| Rang | Nom                     | Points |
| ---- | ----------------------- | ------ |
| 1    | Gunde Svan              | 145    |
| 2    | Torgny Mogren           | 101    |
| 3    | Vladimir Smirnov        | 78     |
| 4    | Pål Gunnar Mikkelsplass | 57     |
| -    | Erik Östlund            | 57     |
| 6    | Thomas Eriksson         | 50     |
| 7    | Christer Majbäck        | 47     |
| 8    | Vegard Ulvang           | 43     |
| 9    | Pierre Harvey           | 40     |
| 10   | Martin Hole             | 29     |

| Rang | Nom              | Points |
| ---- | ---------------- | ------ |
| 1    | Marjo Matikainen | 107    |
| 2    | Marianne Dahlmo  | 106    |
| 3    | Brit Pettersen   | 104    |
| 4    | Anne Jahren      | 88     |
| 5    | Simone Opitz     | 60     |
| 6    | Evi Kratzer      | 54     |
| -    | Gaby Nestler     | 54     |
| 8    | Jaana Savolainen | 44     |
| 9    | Nina Koroleva    | 42     |
| -    | Pirkko Määttä    | 42     |

## Calendrier et podiums

### Hommes
| Étape | Lieu          | Épreuve         | Date             | Vainqueur        | Deuxième         | Troisième               |
| ----- | ------------- | --------------- | ---------------- | ---------------- | ---------------- | ----------------------- |
| 1     | Labrador City | 15 km Classique | 8 décembre 1985  | Gunde Svan       | Vladimir Smirnov | Pål Gunnar Mikkelsplass |
| 2     | Biwabik       | 30 km Libre     | 14 décembre 1985 | Gunde Svan       | Kari Ristanen    | Ove Aunli               |
| 3     | La Bresse     | 15 km Classique | 11 janvier 1986  | Gunde Svan       | Vladimir Smirnov | Erik Östlund            |
| 4     | Bohinj        | 5 km Libre      | 15 janvier 1986  | Torgny Mogren    | Gunde Svan       | Vegard Ulvang           |
| 5     | Oberstdorf    | 50 km Libre     | 14 février 1986  | Gunde Svan       | Vladimir Smirnov | Maurilio De Zolt        |
| 6     | Kavgolovo     | 15 km Classique | 23 février 1986  | Vladimir Smirnov | Gunde Svan       | Juri Burlakov           |
| 7     | Lahti         | 15 km Libre     | 2 mars 1986      | Torgny Mogren    | Gunde Svan       | Giorgio Vanzetta        |
| 8     | Falun         | 30 km Classique | 8 mars 1986      | Thomas Wassberg  | Thomas Eriksson  | Martin Hole             |
| 9     | Oslo          | 50 km Classique | 14 mars 1986     | Gunde Svan       | Torgny Mogren    | Vegard Ulvang           |

### Femmes
| Étape | Lieu          | Épreuve         | Date             | Vainqueur        | Deuxième         | Troisième          |
| ----- | ------------- | --------------- | ---------------- | ---------------- | ---------------- | ------------------ |
| 1     | Labrador City | 5 km Libre      | 7 décembre 1985  | Marjo Matikainen | Anfisa Reztsova  | Jaana Savolainen   |
| 2     | Biwabik       | 10 km Classique | 13 décembre 1985 | Brit Pettersen   | Marianne Dahlmo  | Marjo Matikainen   |
| 3     | Les Saisies   | 10 km Libre     | 11 janvier 1986  | Gaby Nestler     | Carola Anding    | Simone Opitz       |
| 4     | Nové Město    | 20 km Libre     | 18 janvier 1986  | Simone Opitz     | Gaby Nestler     | Marianne Dahlmo    |
| 5     | Oberstdorf    | 20 km Classique | 15 février 1986  | Marianne Dahlmo  | Brit Pettersen   | Raisa Smetanina    |
| 6     | Kavgolovo     | 10 km Classique | 22 février 1986  | Anne Jahren      | Marianne Dahlmo  | Raisa Smetanina    |
| 7     | Lahti         | 5 km Classique  | 2 mars 1986      | Marjo Matikainen | Anne Jahren      | Marianne Dahlmo    |
| 8     | Falun         | 30 km Classique | 8 mars 1986      | Brit Pettersen   | Marjo Matikainen | Marit Mikkelsplass |
| 9     | Oslo          | 10 km Libre     | 15 mars 1986     | Jaana Savolainen | Simone Opitz     | Anne Jahren        |